# Manuel Andrade Díaz
Manuel Andrade Díaz (Villahermosa, Tabasco; 6 de octubre de 1965) es un político mexicano, exmiembro del Partido Revolucionario Institucional, que ocupó el cargo de Gobernador de Tabasco de 2002 a 2006. 
Es licenciado en Derecho por la Universidad Juárez Autónoma de Tabasco y diplomado en Derecho Electoral y Derecho Parlamentario.

## Trayectoria
Fue elegido Secretario General del Movimiento Nacional de la Juventud Revolucionaria del Partido Revolucionario Institucional (PRI) en el municipio del Centro, al mismo tiempo Secretario General Interino de la Juventud Popular; y en el período 1989-1992 fue Presidente Estatal del Frente Juvenil Revolucionario (FJR) del PRI.
Desde esta posición participó en la redacción de los Estatutos del FJR, en el marco de la VII Asamblea Nacional de esa organización.
Fue Secretario General del Comité Municipal del PRI en el municipio de Centro; coordinador estatal del Programa Electoral de Casillas de Primera Prioridad del Comité Directivo Estatal (CDE) del PRI, en 1991; delegado del CDE en Comalcalco, Cárdenas, Teapa y Cunduacán; y Presidente del Comité de Promoción y Defensa de los Derechos Humanos del PRI, de 1993 a 1994.
Ese último año fue nombrado Coordinador Estatal del Programa de Defensa Jurídica del Voto para el proceso electoral que postuló a Roberto Madrazo Pintado como candidato a Gobernador. En la campaña de este político, fue nombrado Secretario de Acción Electoral del CDE, posición desde la cual delineó la estrategia que permitió el triunfo priista.
Su vinculación con los sectores del partido lo llevó a ser representante del PRI ante los organismos electorales estatales y municipales, en los procesos federales y locales de 1988, 1991 y 1994.
Entre 1996 y 1998, fue dirigente estatal del PRI, cargo desde el cual organizó una intensa campaña político-electoral. Con esa estrategia el PRI logró recuperar, en las elecciones estatales de 2000, las cuatro alcaldías que estaban en poder de la oposición desde 1997.
En las elecciones federales y locales de 1997, con el liderazgo de Andrade, el PRI ganó todas las diputaciones federales, las presidencias municipales y las diputaciones locales.
Fue miembro del Consejo Político Nacional del PRI desde 1996.
Paralelamente a su actividad partidista, Andrade Díaz se ha desempeñó como Subdirector en la Dirección de Gobierno, Secretario Particular del Secretario de Educación, Cultura y Recreación, Secretario Auxiliar del Secretario de Gobierno del Estado.
Ha sido 3 veces diputado local en Tabasco, en la LIV, LVI y LVIII legislaturas del Congreso del Estado de Tabasco.
Fue también Subsecretario de Desarrollo Político de la Secretaría de Gobierno. Coordinó en el Tabasco la campaña de Roberto Madrazo en el proceso interno de elección del candidato a la Presidencia de la República en 1999.
En 2000, Manuel Andrade Díaz fue elegido como candidato a Gobernador de Tabasco por el Partido Revolucionario Institucional para las elecciones de ese año, que finalmente fueron anuladas por el Tribunal Electoral del Poder Judicial de la Federación, el 29 de diciembre de 2000.
El 23 de febrero de 2021 renuncia a su militancia en el PRI, el 11 de abril de ese mismo año, se registró como candidato del PRD a Presidente Municipal del Ayuntamiento de Centro, Tabasco. En la elección  ocupó el tercer lugar, por detrás de Andrés Granier Melo del PRI y Yolanda Osuna Huerta, de Morena, quien resultó ganadora.

## Gobernador de Tabasco

### Primera Elección
Tras ser elegido como candidato a Gobernador, Andrade enfrentó una dura contienda frente a César Raúl Ojeda, candidato del Partido de la Revolución Democrática (PRD), José Antonio de la Vega Asmitia del Partido Acción Nacional (PAN) y otros ocho contendientes.
Luego de varios meses de campaña llegaba el día de la elección, el 15 de octubre de 2000. Esa misma noche, entre acusaciones mutuas, tanto Andrade como Ojeda se autoproclamaban como ganadores de la elección.
Sin embargo, los reportes del Instituto Electoral de Tabasco daban como ganador a Manuel Andrade con el 44,05% de los votos contra 43,27% de César Raúl Ojeda, mientras que el panista De la Vega acumulaba el 8,39%.
Los días pasaron y el fallo del Instituto Electoral de Tabasco (IET) favoreció a Andrade y lo declaraba Gobernador Electo. El PAN y PRD, por su parte, decidían acudir primero al Tribunal Electoral de Tabasco y después al Tribunal Electoral del Poder Judicial de la Federación a impugnar el proceso electoral.

#### Anulación de la elección
El 29 de diciembre de 2000, dos días antes de que Manuel Andrade rindiera protesta como Gobernador Constitucional, en un hecho sin precedentes en México, la Sala Superior del Tribunal Electoral del Poder Judicial de la Federación, con cuatro votos a favor y dos en contra, decide anular la elección de Gobernador de Tabasco y la revocación de la constancia de mayoría de Andrade.
El Tribunal tomó la decisión considerando que "el Gobierno del estado de Tabasco no fue neutral en la elección de gobernador, lo cual implica una afectación en libertad del posible sufragio". Gobierno encabezado por Roberto Madrazo Pintado.
Ante la ausencia de Gobernador Electo, el congreso del estado designó a Enrique Priego Oropeza como Gobernador Interino, quien permaneció en el cargo hasta el 31 de diciembre de 2001.

### Conflicto Priego - López
La anulación de las elecciones de Gobernador obligó al Congreso del Estado a sesionar de manera extraordinaria para nombrar a quien debía asumir como gobernador interino ante la salida de Roberto Madrazo como mandatario estatal, quien terminaba su encargo el 31 de diciembre de 2000.
El artículo 47 de la constitución del estado dice lo siguiente:

En el caso de falta absoluta del Gobernador, ocurrida en los dos primeros años del período respectivo, si el Congreso estuviere en sesiones, se erigirá inmediatamente en Colegio Electoral y concurriendo cuando menos las dos terceras partes del número total de sus miembros, nombrará, en escrutinio secreto y por mayoría absoluta de votos, a un Gobernador interino.

El mismo Congreso, expedirá dentro de los cinco días siguientes al de la designación de Gobernador interino, la convocatoria para la elección de Gobernador que deba concluir el período respectivo; debiendo mediar entre la fecha de la convocatoria y la que se señale para efectuar elecciones, un plazo no menor de tres meses ni mayor de seis.
Si el Congreso no estuviere en sesiones, la Comisión Permanente nombrará, desde luego, a un Gobernador provisional y convocará a sesiones extraordinarias al Congreso para que éste designe al Gobernador interino y expida la convocatoria para la elección de Gobernador en los términos del párrafo anterior.

Cuando la falta de Gobernador ocurriese después del segundo año del período respectivo, si el Congreso se encontrase en sesiones designará al Gobernador Sustituto que deberá concluir el período. Si el Congreso no estuviere reunido, la Comisión Permanente nombrará un Gobernador provisional y convocará al Congreso a Sesiones Extraordinarias para que se erija en Colegio Electoral y haga la designación de Gobernador Sustituto.

Tomando como base el artículo, la madrugada del 30 de diciembre de 2000, el grupo parlamentario del Partido Revolucionario Institucional (PRI) de la LVI legislatura (y que cesaba ese mismo día) lo modificó para ampliar el interinato a 18 meses, además de que autorizaba al Congreso del Estado a erigirse en Colegio Electoral y designar un Gobernador Interino.
A las 3 de la mañana del 31 de diciembre de 2000, el diputado federal sin licencia, Enrique Priego Oropeza rindió protesta como Gobernador Interino, ante la 56 legislatura, aunque no había ninguna falta de Gobernador, pues el Gobernador Constitucional seguía siendo Roberto Madrazo.
El PRD impugnó la designación argumentando que el 31 de diciembre de 2000 no había falta absoluta de gobernador, pues Roberto Madrazo aún se encontraba en funciones y que en todo caso, debería ser la 57 legislatura, misma que entraba en funciones el 1 de enero de 2001 (el mismo día que el nuevo gobernador) la que designara al Gobernador Interino.
Bajo este argumento, los legisladores del PRD, PAN, Partido del Trabajo (PT) y dos del PRI designaron al entonces secretario general del PRI en Tabasco, Adán Augusto López Hernández, como Gobernador Interino, desatando con ello un conflicto constitucional sin precedentes en el estado y en el país: Había dos gobernadores en funciones en un estado.
Luego de negociaciones, las fuerzas partidistas pactaron la realización de elecciones extraordinarias para el 11 de noviembre de 2001, aunque finalmente se llevaron a cabo el 5 de agosto de ese año.
Finalmente, el 11 de enero de 2001, Adán Augusto López Hernández declinó  y reconoció a Enrique Priego Oropeza como Gobernador Interino de Tabasco.

### Su segunda elección
Andrade fue designado nuevamente como candidato a Gobernador, y de nueva cuenta tendría que enfrentar a César Raúl Ojeda como adversario más serio, quien fue designado por el PRD por segunda ocasión para buscar la gubernatura.
Por su parte, en el PAN sí hubo relevo y Lucio Lastra Marín se presentó a la elección, además de Blanca Guerrero del Partido Alianza Social.
Manuel Andrade ganó con el 50,67% de los votos contra el 45,95% de Ojeda Zubieta, quien aceptó su derrota no sin antes volver a impugnar la elección.

### Su llegada al Gobierno de Tabasco
Rindió protesta como Gobernador Constitucional de Tabasco el 1 de enero de 2002, ante la presencia del presidente de México, Vicente Fox y la ausencia de las bancadas del PRD y del PAN de la LVII legislatura del Congreso del Estado.
Su asunción también se destacó por la ausencia de gobernadores priistas; solo estuvo presente Tomás Yarrington, gobernador de Tamaulipas.